# لوکا، کامبریا
لوکا (به انگلیسی: Lowca) یک روستا و محله مدنی در بریتانیا است که در Copeland واقع شده‌است. لوکا ۸۸۸ نفر جمعیت دارد.